# Phlebodium decumanum
Phlebodium decumanum är en stensöteväxtart som först beskrevs av Carl Ludwig Willdenow och som fick sitt nu gällande namn av John Smith.
Phlebodium decumanum ingår i släktet Phlebodium och familjen Polypodiaceae. Inga underarter finns listade i Catalogue of Life.

## Bildgalleri

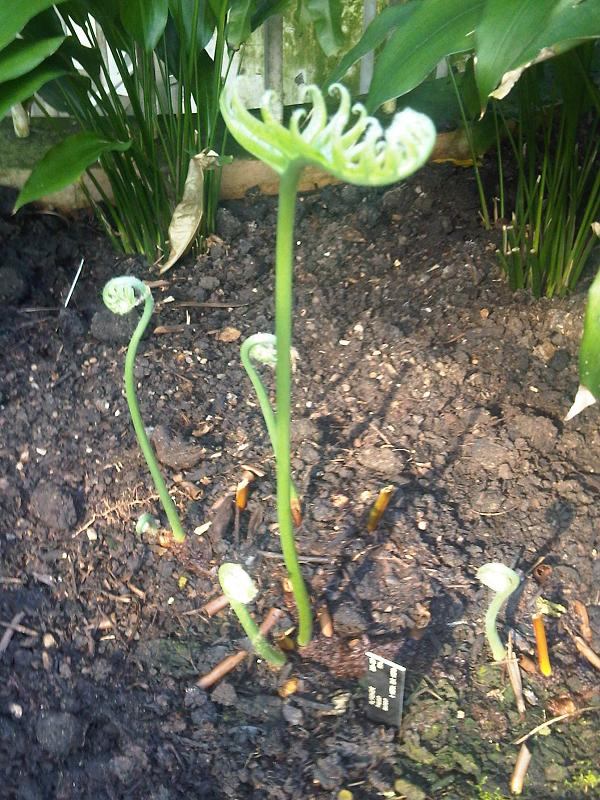
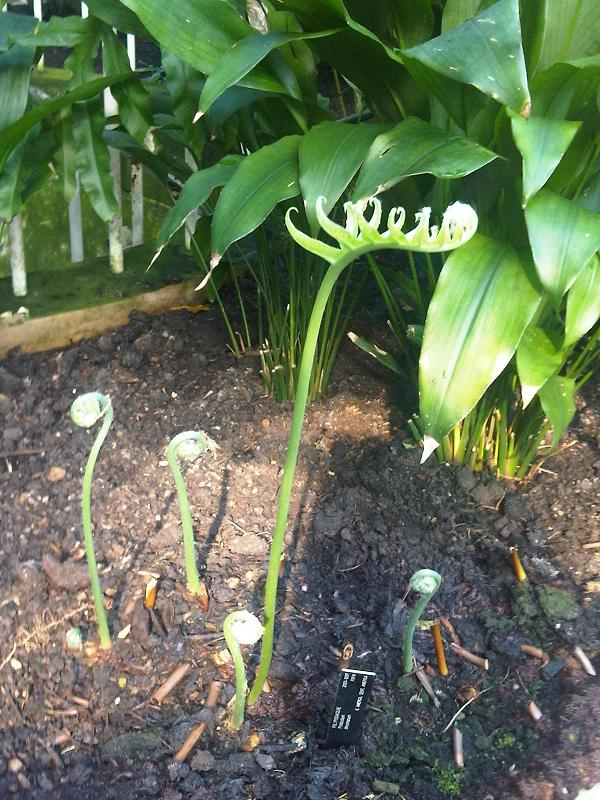
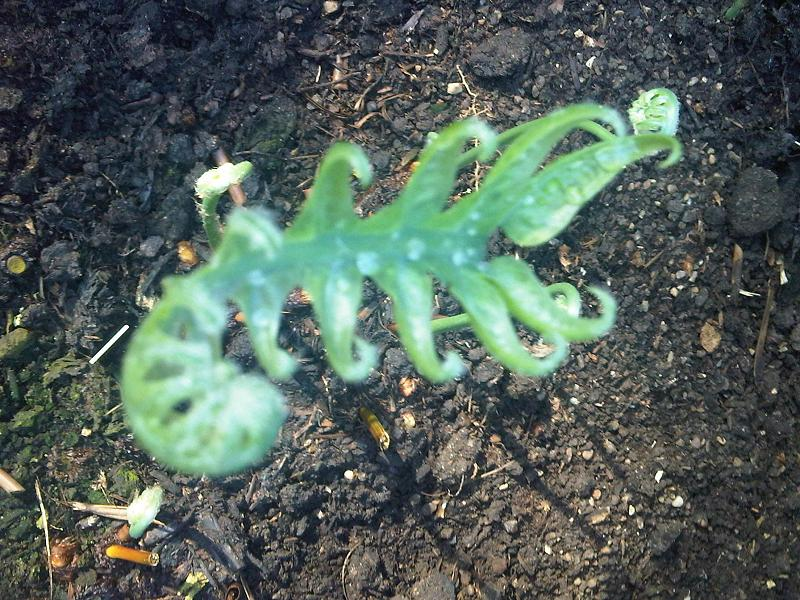
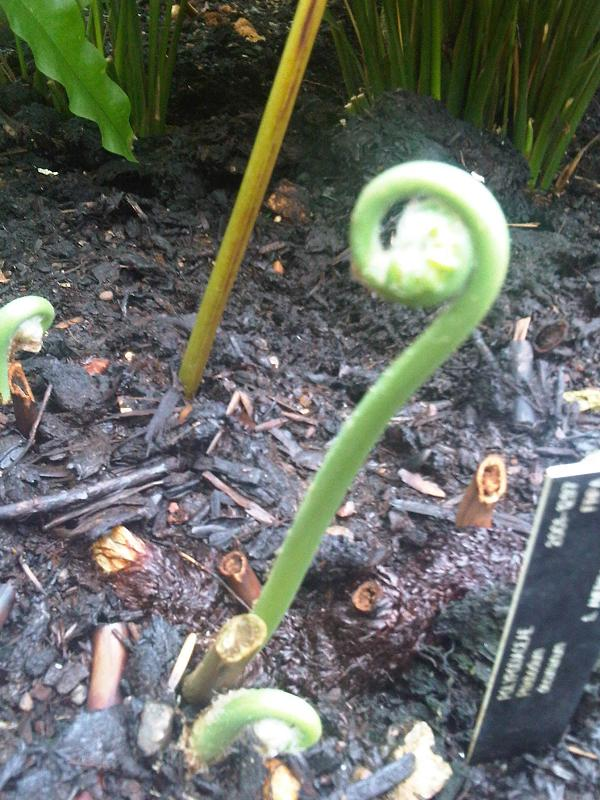